# Anterastria
Anterastria là một chi bướm đêm thuộc họ Noctuidae.

## Các loài
- Anterastria teratophora Herrich-Schäffer, 1854